# Granloholms kyrka

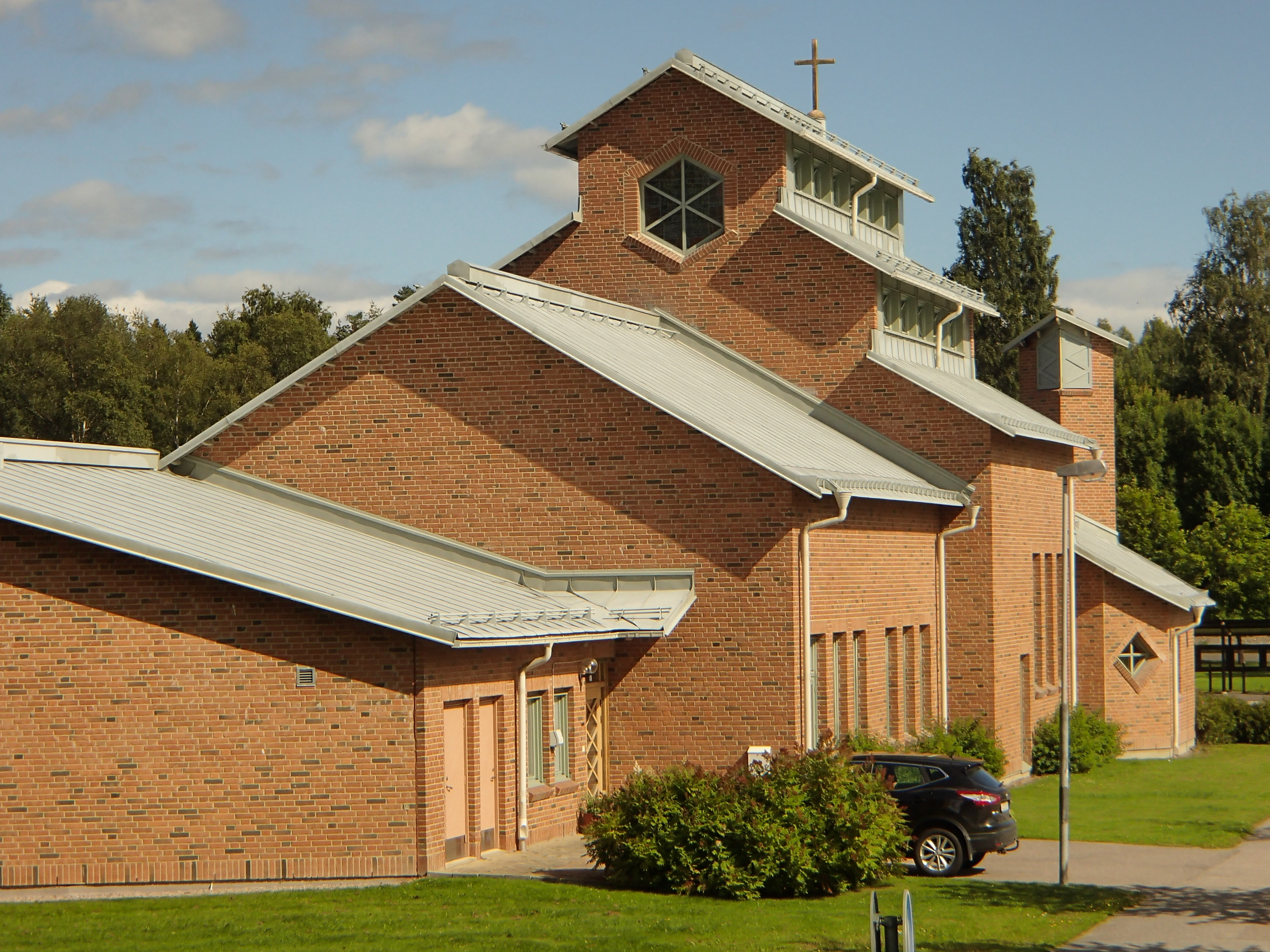
Vy över kyrkan från sydväst.

Granloholms kyrka är en kyrkobyggnad i Granloholms centrum, Sundsvall som hör till Selångers församling i Svenska kyrkan

## Kyrkobyggnaden
Uppdraget att skapa Granloholms centrum hade Sundsvalls kommun gett till firman AoT. Svenska kyrkan utsåg samma firma att skapa kyrkan i samklang med omgivningen. Den nya kyrkan ritades av AoT:s arkitekt Karin von Zeipel och medarbetare. För kyrkans inre svarade Inredningsgruppen i Sundsvall med inredningsarkitekt Bertil Harström i spetsen. Kyrkan invigdes den 10 oktober 1993.

## Inventarier
På kyrktorget finns en ljusbärare som är utformad av Karin von Zeipel och Bertil Harström. Ljusbäraren består av en skiva som bärs upp av ett träfundament. Ovanför ljusbäraren finns en triptyk utförd av konstnären Mats de Vahl. 
Orgeln byggdes 1994 av Johannes Menzel Orgelbyggeri AB.
| Man I. Huvudverk C-g3 | Man II. Bröstverk C-g3 | Pedal C-f1 | Koppel |
| --------------------- | ---------------------- | ---------- | ------ |
| Hålflöjt 8            | Gedackt 8              | Subbas 16  | II/I   |
| Vox candida 8         | Träflöjt 4             | Borduna 8  | II/P   |
| Principal 4           | Piccolo 2              |            | I/P    |
| Täckflöjt 4           | Quinta 1 1/3           |            |        |
| Quinta 3              | Regal 8                |            |        |
| Oktava 2              | Tremulant              |            |        |
| Mixtur II             | Svällare               |            |        |
| Tremulant             |                        |            |        |